# سامة العليا (ذمار)
سامه العليا هي إحدى قرى الجمهورية اليمنية. تتبع جغرافيا لمحافظة ذمار وإداريًا لمديرية عنس. يبلغ تعداد سكانها 1204 نسمة حسب الإحصاء الذي أجري عام 2004.